# Christian Ehrenfried von Weigel
Pour les articles homonymes, voir Weigel.
Christian Ehrenfried von Weigel est un chimiste et naturaliste prussien, né Christian Ehrenfried Weigel le 24 mai 1748 à Stralsund et mort le 8 août 1831 à Greifswald.

## Biographie
Il étudie à Göttingen et suit notamment les cours de Johann Christian Erxleben (1744-1777). Il est diplômé en 1771. Il enseigne, à partir de 1774 la chimie, la pharmacie, la botanique et la minéralogie à l’université Ernst-Moritz-Arndt von Greifswald.
En 1806, Weigel est anobli et ajoute la particule von à son nom. En 1808, il devient le médecin de la maison du roi de Suède. Il développe, parmi d’autres choses, le Gegenstromkühler en 1771, amélioré plus tard par Justus von Liebig (1803-1873) et qui est connu sous le nom de circuit réfrigérant de Liebig.
On a donné son nom au genre Weigela.